# Wapen van Bijlmermeer
Het wapen van Bijlmermeer is al bekend sinds de 17e eeuw; een bodebus uit 1627 toont reeds een zeer vergelijkbaar wapen. De officiële toekenning, door de Hoge Raad van Adel, gebeurde op 22 oktober 1817. Het wapen raakte in onbruik nadat de Nederlandse gemeente Bijlmermeer bij Koninklijk Besluit op 20 december 1846 bij Weesperkarspel werd gevoegd.

## Geschiedenis
Het wapen, zonder schildhouder, is mogelijk afgeleid van het wapen van het kasteel Reyghersbosch. Ondanks de verdwijning van het kasteel zelf, bleef men de grond als afzonderlijk leengoed beschouwen. Hierdoor bleef dus ook het wapen van het kasteel in gebruik.
De bodebus uit 1627 toont niet een reiger met drie bloedzuigers, maar een reiger met drie horens om zich heen, deze zijn later verbasterd tot bloedzuigers. De reden hiervoor is niet duidelijk. Voor de bloedzuigers op het wapen zijn twee mogelijke verklaringen:
1. De behandelend ambtenaar bij de Hoge Raad van Adel kon de tekens (hoorns) niet thuisbrengen en heeft er drie bloedzuigers van gemaakt
2. Er waren veel bloedzuigers in het gebied.

## Blazoenering
De beschrijving van het wapen van de gemeente Bijlmermeer luidde als volgt:
Van zilver beladen met een reiger staande op een bloedzuiger en geaccosteerd van nog 2 bloedzuigers, alles van sabel. Het schild vastgehouden door een wild varken in zijne natuurlijke kleur.
Het schild van het wapen van Bijlmermeer was zilver van kleur; daarop stond een reiger van natuurlijke kleur. Het dier stond op een bloedzuiger en naast zich bevonden zich nog twee bloedzuigers. Alle bloedzuigers zijn licht gekromd en zwart van kleur. Het schild wordt vastgehouden door een bruin, wild varken, waarvan alleen de kop, nek, staart en poten te zien zijn. Het dier kijkt naar heraldisch links, voor de kijker naar rechts.

## Trivia
- Het wapen van de Bijlmermeer is ook gedeeltelijk opgenomen in het wapen van Weesperkarspel.

Abbekerk
· Akersloot
· Andijk
· Ankeveen
· Anna Paulowna
· Assendelft
· Avenhorn
· Barsingerhorn
· Beemster
· Beets
· Bennebroek
· Berkenrode
· Berkhout
· Bijlmermeer
· Blokker
· Bovenkarspel
· Broek in Waterland
· Broek op Langedijk
· Buiksloot
· Bussum
· Callantsoog
· De Rijp
· Egmond
· Egmond aan Zee
· Egmond-Binnen
· Graft
·  Graft-De Rijp
· 's-Graveland
· Groet
· Grootebroek
· Grosthuizen
· Haarlemmerliede
· Haarlemmerliede en Spaarnwoude
· Harenkarspel
· Heerhugowaard
· Hensbroek
· Hoogkarspel
· Hoogwoud
· Ilpendam
· Jisp
· Kalslagen
· Katwoude
· Koedijk
· Koog aan de Zaan
· Kortenhoef
· Krommenie
· Kwadijk
· Langedijk
· Leimuiden
· Limmen
· Marken
· Middelie
· Midwoud
· Monnickendam
· Muiden
· Naarden
· Nederhorst den Berg
· Nibbixwoud
· Niedorp
· Nieuwe Niedorp
· Nieuwendam
· Nieuwer-Amstel
· Noord-Scharwoude
· Noorder-Koggenland
· Obdam
· Oosthuizen
· Opperdoes
· Oterleek
· Oude Niedorp
· Oudendijk
· Oudkarspel
· Oudorp
· Petten
· Ransdorp
· Schardam
· Scharwoude
· Schellingwoude
· Schellinkhout
· Schermer
· Schermerhorn
· Schoorl
· Schoten
· Sijbekarspel
· Sint Maarten
· Sint Pancras
· Sloten
· Spaarndam
· Spaarnwoude
· Spanbroek
· Twisk
· Urk
· Ursem
· Veenhuizen
· Venhuizen
· Warder
· Warmenhuizen
· Waverveen
· Weesp
· Weesperkarspel
· Wervershoof
· Wester-Koggenland
· Westwoud
· Westzaan
· Wieringen
· Wieringermeer
· Wieringerwaard
· Wijdenes
. Wijdewormer
. Wijk aan Zee en Duin
· Wimmenum
· Winkel
· Wognum
· Wormer
· Wormerveer
· Zaandam
· Zaandijk
· Zeevang
· Zijpe
· Zuid-Scharwoude
· Zuid- en Noord-Schermer
· Zwaag

Dorpswapens:
Hauwert
· Volendam
· Zwaagdijk-West